# Prix des neuf muses
Le Prix international tzigane des neuf muses est une récompense remise par l'association Initiatives Tsiganes depuis 1984.

## Présentation
Le but du Prix international tzigane des neuf muses est de sensibiliser le public en projetant l'actualité sur une ou un Tsigane véhiculant le mode d'expression de son groupe d'origine (Rom-Manouche-Gitan), ou pratiquant l'une des formes d'arts traditionnels de notre civilisation, que ce soit musique, poésie, chant, littérature, danse, sculpture, peinture ... ou bien encore sous l'un des aspects de création ou de pratique pouvant se rattacher aux précédents, comme le journalisme, la photographie, le cinéma, l'expression corporelle et sportive, etc. avec comme condition essentielle que les œuvres, l'action ou la présentation du lauréat promeuvent ce qu'il est convenu d'appeler la  « tsiganité ».

## Historique
En 1984, salle Gaveau à Paris, le prix fut remis au Rom, né en Russie, Volodia Poliakoff (frère du peintre Serge Poliakoff), doyen des artistes tsiganes (98 ans), lors d'un spectacle où participèrent ses amis musiciens. Le prix lui fut remis par respect du passé et pour 80 ans au service du chant et de la musique tsigane à travers le Monde.
En 1985, à l'Espace Graslin à Nantes, c'est tourné vers l'avenir qu'il fut remis au Manouche français Raphaël Fays (26 ans), parce qu'en plus du jazz, celui-ci interprète et compose pour la guitare classique, ce que le public ignorait et a découvert depuis.
En 1986, c'est à Curro Caro (29 ans), Gitan né en Espagne et torero de grande valeur, qu'il est donné. À travers ce choix, c'est aussi l'apport des Tsiganes dans différentes professions qu'il s'agit de mettre en valeur. Curro illustre à merveille la participation des Gitans dans la tauromachie.

## Jury
- Tony Gatlif : Gitan, cinéaste
- Lick Dubois : Sinto, chanteur et responsable du spectacle Nuits Tziganes
- Gérard Gartner : Rom, président de l'association Initiatives Tsiganes et sculpteur
- Torino Ziegler : Manouche, peintre et président des Artistes Tziganes
- David Ranz : Gitan, artiste peintre et musicien
- Roland Manain : Sinto, sculpteur

## Lauréats
| Quand | Qui               | Quoi                 | Où                                                                               |
| ----- | ----------------- | -------------------- | -------------------------------------------------------------------------------- |
| 1984  | Volodia Poliakoff | Chanteur et musicien | Remis à la Salle Gaveau, Paris                                                   |
| 1985  | Raphaël Faÿs      | Guitariste           | Remis à l'Espace Graslin de Nantes                                               |
| 1986  | Curro Caro        | Torero               | Remis par Deny Colomb de Daunant au Relais Culturel des Saintes-Maries-de-la-Mer |
| 1987  | Matéo Maximoff    | Écrivain             | Remis par Jean-Claude Carrière aux Bouffes-du-Nord                               |